# Карпинец, Ярослав Петрович
Ярослав Петрович Карпинец (укр. Карпинець Ярослав Петрович, 1 апреля 1905 — 28 апреля 1944) — украинский националист, деятель Украинской войсковой организации, Организации украинских националистов, осуждён на Варшавском процессе 1936 года.

## Биография
Ярослав Карпинец родился в г. Станислав (ныне Ивано-Франковск). В юношеские годы был активным членом «Пласта». Учился в Станиславской гимназии. Впоследствии учился в Краковском университете, изучал химию. Вместе с университетским товарищем Николаем Климишиным организовал Краковское отделение  Организации украинских националистов. В своём доме Ярослав Карпинец организовал химическую лабораторию, в которой изготовил бомбу для покушения на министра внутренних дел Польши Бронислава Перацкого. Бомба не взорвалась и стала вещественным доказательством, благодаря которому Карпинец был арестован польской полицией 14 июня 1934 года. В досье польской полиции Ярослав Карпинец значился как украинский националист под псевдонимами: «Цыган», «Изидор». Проведённый анализ изъятых в его лаборатории веществ и устройств, показал, что именно из них была изготовлена неразорвавшаяся бомба. Сам Карпинец, отрицал любую свою причастность к её изготовлению и утверждал, что лаборатория была ему нужна для научной работы. Позднее, в ходе продолжающегося расследования, Карпинец сознался, что это он изготовил бомбу на основании приказа ОУН, и передал её Николаю Климишину.
13 января 1936 года Карпинец был осуждён на Варшавском процессе по статьям.97 п.1, ст.93п.1, ст.225п.1, ст.148 п.1 Уголовного кодекса Польши 1932 года и был приговорён к смертной казни. Но под давлением Германии эта мера наказания была заменена на пожизненное заключение. Вышел на свободу в сентябре 1939 года после присоединения Западной Украины к УССР.
Ярослав Карпинец примкнул к УПА и был убит в боях с войсками НКВД в апреле 1944 года.